# Mormaii
Mormaii é uma empresa brasileira de confecção de roupas, artigos de surf e diversos outros tipos de produtos. "Mormaii" é uma palavra que mistura o apelido de seu proprietário e fundador, o ex-pediatra Marco Aurélio Raymundo "Morongo", e de sua primeira esposa, Maira, o que também encaixa com a sua atual esposa Marisa e com Hawaii.

## História
Em 1974, ao sair da faculdade de medicina da UFRGS, Marco Aurélio foi para Santa Catarina em busca de um jeito alternativo de viver, instalou-se em Garopaba onde montou o primeiro posto de saúde da região. A vila de pescadores só tinha o surf como distração mas porque as águas da região são muito frias Marco Aurélio pensou um tipo de traje que poderia ser usada no surf. Nessa época, esteve de férias no sul da Argentina e trabalhou como instrutor de mergulho turístico na empresa dos italianos irmãos Nicoletti. Um dos irmãos era conhecido como Pino que já projetava roupas de Neoprene na mesma empresa. O jovem Morongo mais tarde em viagens para os EUA encontrou o rubatex, um tipo de neoprene, sendo assim trouxe ao Brasil, onde começou a confeccionar manualmente os trajes. Mais tarde teve um período de sociedade com um dos italianos. Marco Aurélio, sua mulher e até pacientes de hanseníase costuravam os trajes a mão.
Com a propaganda popular na região logo se viu obrigada a procurar meios para produzir mais trajes. Soube de uma empresa em Caxias do Sul que fabricava máquinas para tapetes de couro de ovelha, com o apoio do pessoal da fábrica, trabalharam para adaptar a máquina para a costura do neoprene e assim Marco Aurélio conseguiu ter sua primeira máquina que costurava neoprene. Dois anos depois fundou a Mormaii, a maior empresa do Brasil e uma das grandes no mundo em artigos para surf e outros esportes aquáticos.

### Modelo de gestão
Ao longo de quase 40 anos a Mormaii sofreu menos de dez ações trabalhistas, sendo que todas foram originadas por funcionários de empresas licenciadas que apenas incluíram a marca no processo.
Em 2012 a Mormaii fechou um acordo para representar a marca australiana Mambo – uma das líderes na venda de roupas e artigos de surfe – no Brasil.
A empresa prega o desenvolvimento sustentável e o contato com a natureza, mas foi multada em R$ 255 mil por desmatamento de área protegida em Santa Catarina.

## Polêmicas
No dia 17/08/2022, em matéria publicada pelo jornal Metrópoles, foi divulgado que o  Bolsonarista e fundador da Mormaii, Marco Aurélio Raymundo "Morongo", subscreveu carta junto a outros empresários em favor de um golpe de estado para impedir a posse de Lula em caso de vitória nas eleições presidenciais de 2022.